# Sarreinsming
Pour les articles homonymes, voir Sarre et Insming.
Sarreinsming [saʁɛ̃smɛ̃] est une commune française située en région Grand Est, dans le département de la Moselle et le bassin de vie de la Moselle-Est.

## Géographie
Le Village, situé sur les bords de la Sarre, à 5 km de Sarreguemines, est entouré de massifs forestiers : Grosswald, Lehwald, Studenwald, Honigwald, Jungwald.

### Communes limitrophes
| Sarreguemines                    |              | Blies-Ébersing |
| Rémelfing                        | Sarreinsheim | Wiesviller     |
| Neufgrange, Siltzheim (Bas-Rhin) | Zetting      |                |

### Hydrographie
La commune est située dans le bassin versant du Rhin au sein du bassin Rhin-Meuse. Elle est drainée par la Sarre, le canal des houillères de la Sarre et le ruisseau le Lach.
La Sarre, d'une longueur totale de 129,2 km, est un affluent de la Moselle et donc un sous-affluent du Rhin, qui coule en Lorraine, en Alsace bossue et dans les Länder allemands de la Sarre (Saarland) et de Rhénanie-Palatinat (Rheinland-Pfalz).
Le Canal des houillères de la Sarre, d'une longueur totale de 65,1 km, prend sa source dans la commune de Grosbliederstroff et se jette  dans la Sarre à Sarreguemines, après avoir traversé 24 communes.

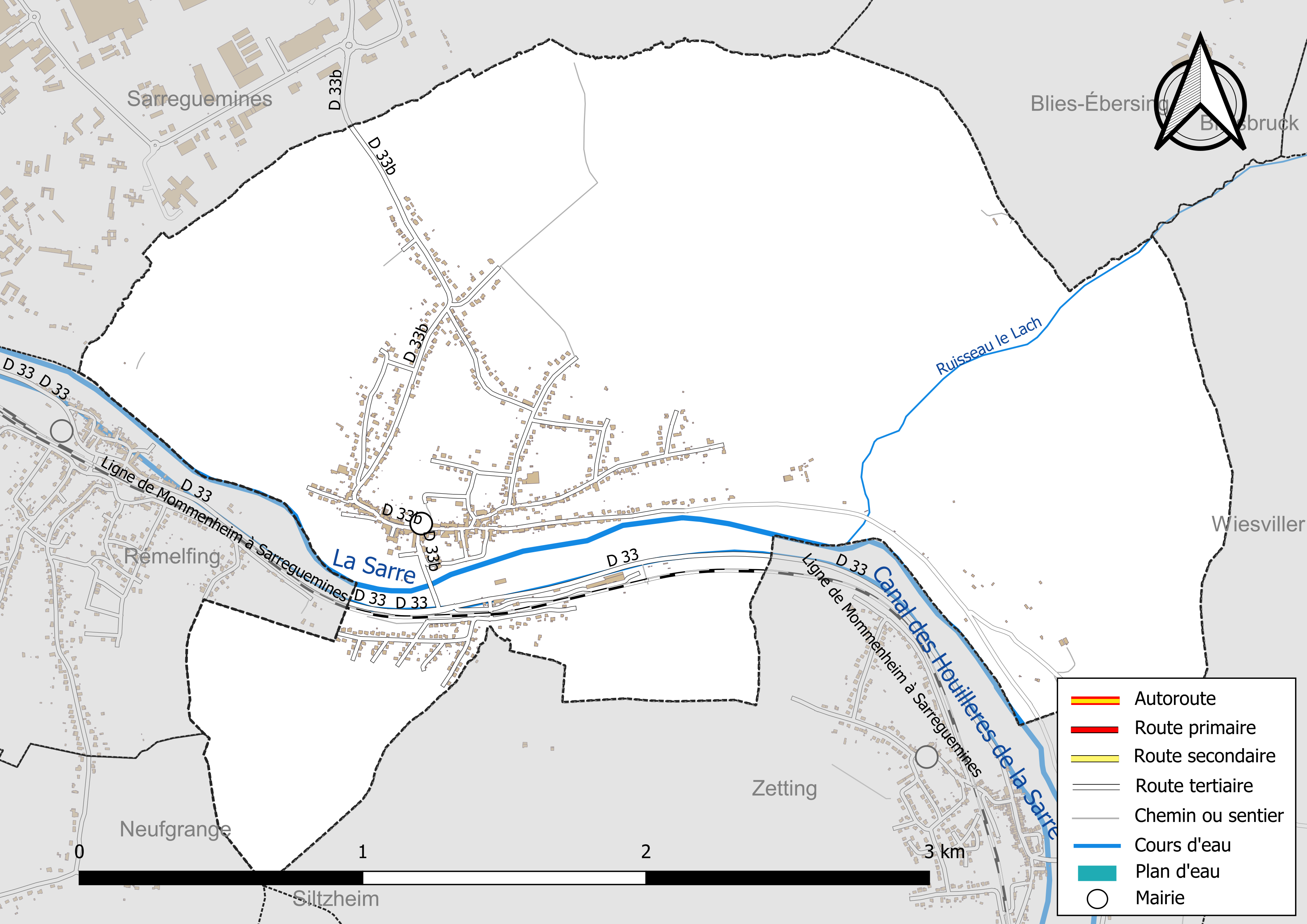
Réseaux hydrographique et routier de Sarreinsming.

La qualité des eaux des principaux cours d’eau de la commune, notamment de la Sarre et du canal des Houilleres de la Sarre, peut être consultée sur un site spécial géré par les agences de l’eau et l’Agence française pour la biodiversité. Ainsi en 2020, dernière année d'évaluation disponible en 2022, l'état écologique de la Sarre était jugé moyen (jaune).

### Climat
Pour des articles plus généraux, voir Climat du Grand Est et Climat de la Moselle.
En 2010, le climat de la commune est de type climat des marges montargnardes, selon une étude du Centre national de la recherche scientifique s'appuyant sur une série de données couvrant la période 1971-2000. En 2020, Météo-France publie une typologie des climats de la France métropolitaine dans laquelle la commune est exposée à un climat semi-continental et est dans la région climatique  Vosges, caractérisée par une pluviométrie très élevée (1 500 à 2 000 mm/an) en toutes saisons et un hiver rude (moins de 1 °C). 
Pour la période 1971-2000, la température annuelle moyenne est de 10 °C, avec une amplitude thermique annuelle de 17,2 °C. Le cumul annuel moyen de précipitations est de 871 mm, avec 12 jours de précipitations en janvier et 9,3 jours en juillet. Pour la période 1991-2020, la température moyenne annuelle observée sur la station météorologique de Météo-France la plus proche, « Volmunster », sur la commune de Volmunster à 18 km à vol d'oiseau, est de 10,2 °C et le cumul annuel moyen de précipitations est de 760,1 mm. 
La température maximale relevée sur cette station est de 37,6 °C, atteinte le 25 juillet 2019 ; la température minimale est de −18,6 °C, atteinte le 24 décembre 2001,,. 
Les paramètres climatiques de la commune ont été estimés pour le milieu du siècle (2041-2070) selon différents scénarios d'émission de gaz à effet de serre à partir des nouvelles projections climatiques de référence DRIAS-2020. Ils sont consultables sur un site spécial publié par Météo-France en novembre 2022.

## Urbanisme

### Typologie
Au 1er janvier 2024, Sarreinsming est catégorisée bourg rural, selon la nouvelle grille communale de densité à sept niveaux définie par l'Insee en 2022.
Elle appartient à l'unité urbaine de Sarreguemines (partie française), une agglomération internationale regroupant sept  communes, dont elle est une commune de la banlieue,,. Par ailleurs la commune fait partie de l'aire d'attraction de Sarreguemines (partie française), dont elle est une commune de la couronne,. Cette aire, qui regroupe 48 communes, est catégorisée dans les aires de 50 000 à moins de 200 000 habitants,.

### Occupation des sols
L'occupation des sols de la commune, telle qu'elle ressort de la base de données européenne d’occupation biophysique des sols Corine Land Cover (CLC), est marquée par l'importance des territoires agricoles (44,2 % en 2018), une proportion sensiblement équivalente à celle de 1990 (43,7 %). La répartition détaillée en 2018 est la suivante : 
forêts (36 %), zones agricoles hétérogènes (18,8 %), prairies (15,9 %), zones urbanisées (15,1 %), cultures permanentes (6,8 %), milieux à végétation arbustive et/ou herbacée (4,6 %), terres arables (2,7 %), espaces verts artificialisés, non agricoles (0,1 %). L'évolution de l’occupation des sols de la commune et de ses infrastructures peut être observée sur les différentes représentations cartographiques du territoire : la carte de Cassini (XVIIIe siècle), la carte d'état-major (1820-1866) et les cartes ou photos aériennes de l'IGN pour la période actuelle (1950 à aujourd'hui).

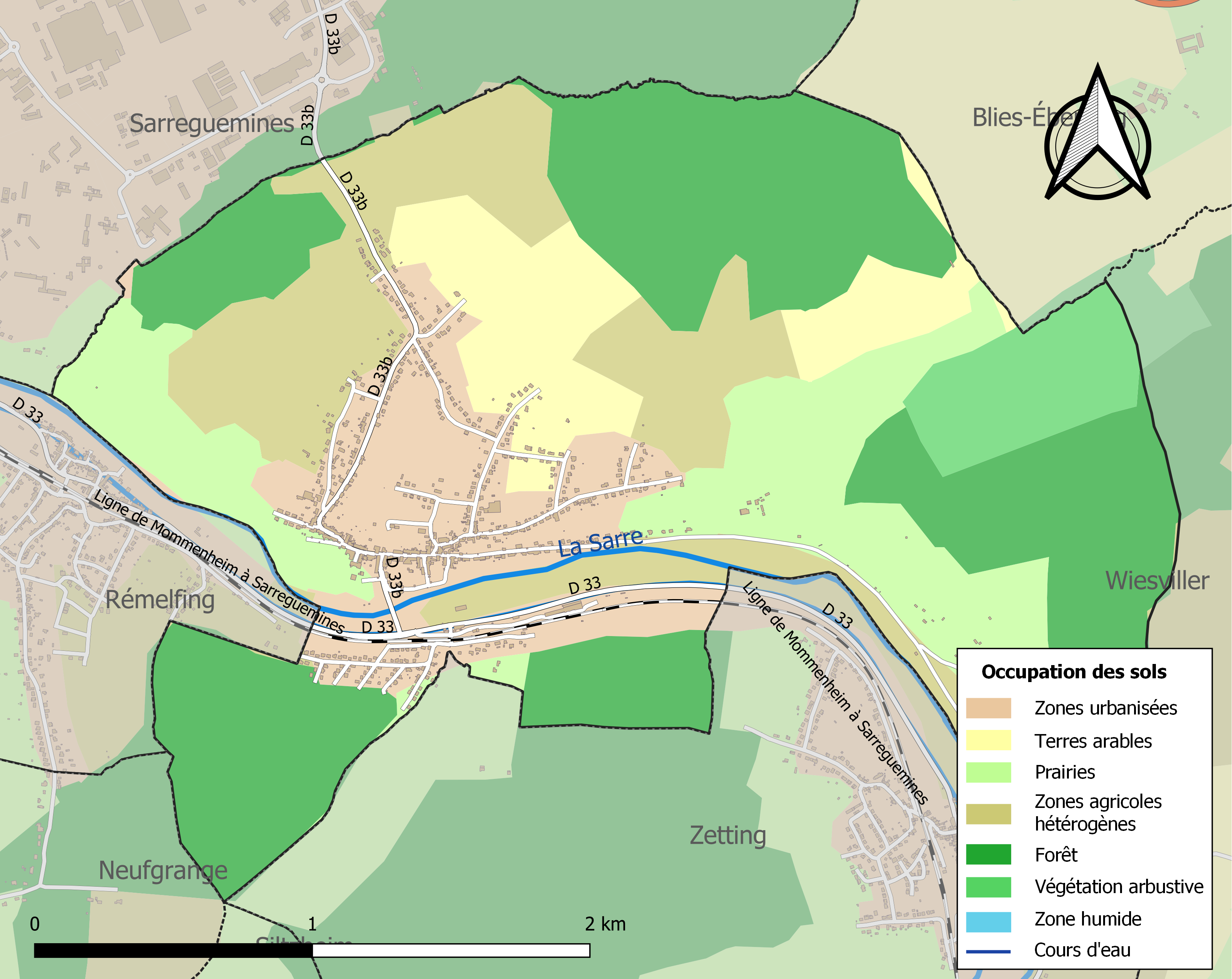
Carte des infrastructures et de l'occupation des sols de la commune en 2018 (CLC).

## Toponymie
- 1152 : Hesemingen, 1249: Ensmyngen, 1261 : Ensmingen, 1301 : Ensminga, 1304 : Einsmingen, 1348 : Einssmingen, 1365 : Asmange sur la Sarre, 1365 : Sareinsming, 1594 : Sar Enssingen, 1594 : Sar-Einsming, 1684 : Sarrinsming, 1751 : Saarinsming, 1793 : Sarre Insming, 1801 : Sarcusming[17], 1871-1918 : Saareinsmingen.
- Ääsminge[18] et Äänsminge en francique rhénan.

## Histoire
- Possession de l'évêché de Verdun des abbayes de Herbitzheim, de Wadgassen et de Werneswiller, puis du comté de Deux-Ponts et des ducs de Lorraine.

## Politique et administration
| Période                                  | Période  | Identité          | Étiquette | Qualité |
| ---------------------------------------- | -------- | ----------------- | --------- | ------- |
| Les données manquantes sont à compléter. |          |                   |           |         |
| 1955                                     | 1989     | Victor Biebel     |           |         |
| 1989                                     | 2001     | Fabien Brundaller |           |         |
| 2001                                     | 2014     | Pierre Schaub     |           |         |
| 2014                                     | En cours | Yves Zins         |           |         |

Liste des maires successifs de 1792 à 1989 :
| Identité           | Période   |
| ------------------ | --------- |
| Prat Jacques-Louis | 1792-1794 |
| Pax Georges        | 1795/1799 |
| Alles Nicolas      | 1800      |
| Hoffmann Nicolas   | 1801/1803 |
| Jung Christophe    | 1803/1806 |
| Nickles Christophe | 1806      |
| Orditz Jakob       | 1806/1812 |
| Jung Cristophe     | 1813/1814 |
| Buring Simon       | 1814/1821 |
| Pink Gaspard       | 1821/1830 |
| Pax Jean           | 1830/1836 |
| Schille Nicolas    | 1855/1865 |
| Pax Henry          | 1865/1881 |
| Bock ?             | 1882/1887 |
| Barre ?            | 1888/1891 |
| Behr Jakob         | 1891/1892 |
| Pax Alexandre      | 1892/1908 |
| Porte A.           | 1909      |
| Heilig Joseph      | 1909/1919 |
| Beck André         | 1920/1924 |
| Kihn Joseph        | 1925/1935 |
| Schille Pierre     | 1935/1944 |
| Ollinger Pierre    | 1945      |
| Heilig Eugène      | 1945/1947 |
| Wagner Charles     | 1947/1955 |
| Biebel Victor      | 1955/1989 |

## Démographie
L'évolution du nombre d'habitants est connue à travers les recensements de la population effectués dans la commune depuis 1793. Pour les communes de moins de 10 000 habitants, une enquête de recensement portant sur toute la population est réalisée tous les cinq ans, les populations de référence des années intermédiaires étant quant à elles estimées par interpolation ou extrapolation. Pour la commune, le premier recensement exhaustif entrant dans le cadre du nouveau dispositif a été réalisé en 2007.

En 2022, la commune comptait 1 206 habitants, en évolution de −5,49 % par rapport à 2016 (Moselle : +0,52 %, France hors Mayotte : +2,11 %).
| 1793 | 1800 | 1806 | 1821 | 1836 | 1841 | 1861 | 1866 | 1871 |
| ---- | ---- | ---- | ---- | ---- | ---- | ---- | ---- | ---- |
| 410  | 467  | 498  | 575  | 771  | 765  | 810  | 847  | 834  |

| 1875 | 1880 | 1885 | 1890 | 1895 | 1900 | 1905 | 1910 | 1921 |
| ---- | ---- | ---- | ---- | ---- | ---- | ---- | ---- | ---- |
| 827  | 839  | 802  | 896  | 920  | 985  | 941  | 958  | 954  |

| 1926 | 1931 | 1936 | 1946 | 1954 | 1962 | 1968  | 1975  | 1982  |
| ---- | ---- | ---- | ---- | ---- | ---- | ----- | ----- | ----- |
| 916  | 924  | 859  | 836  | 963  | 994  | 1 159 | 1 174 | 1 182 |

| 1990  | 1999  | 2006  | 2007  | 2012  | 2017  | 2022  | - | - |
| ----- | ----- | ----- | ----- | ----- | ----- | ----- | - | - |
| 1 166 | 1 249 | 1 303 | 1 311 | 1 291 | 1 268 | 1 206 | - | - |

## Culture locale et patrimoine

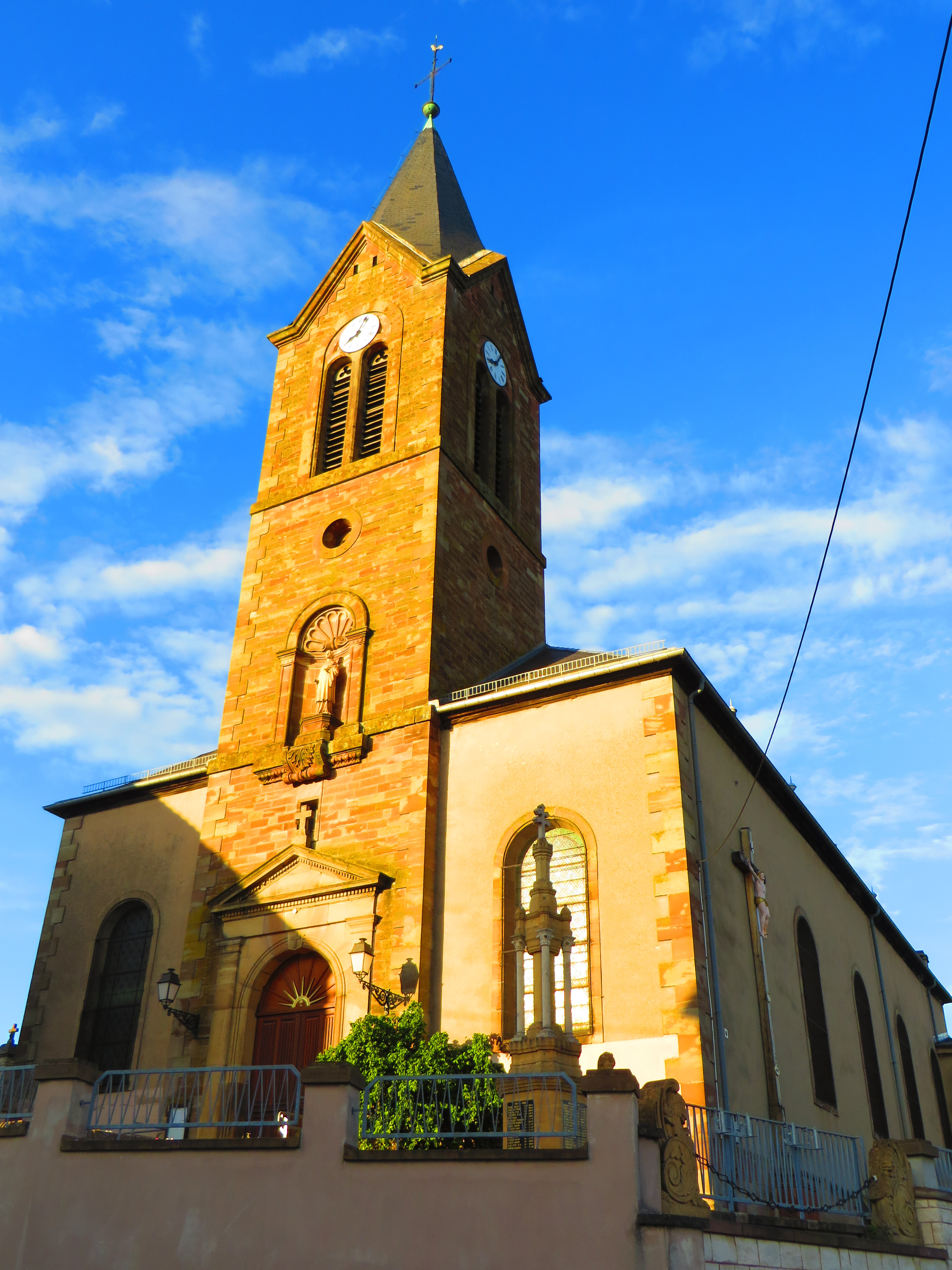
Église Saint-Cyriaque

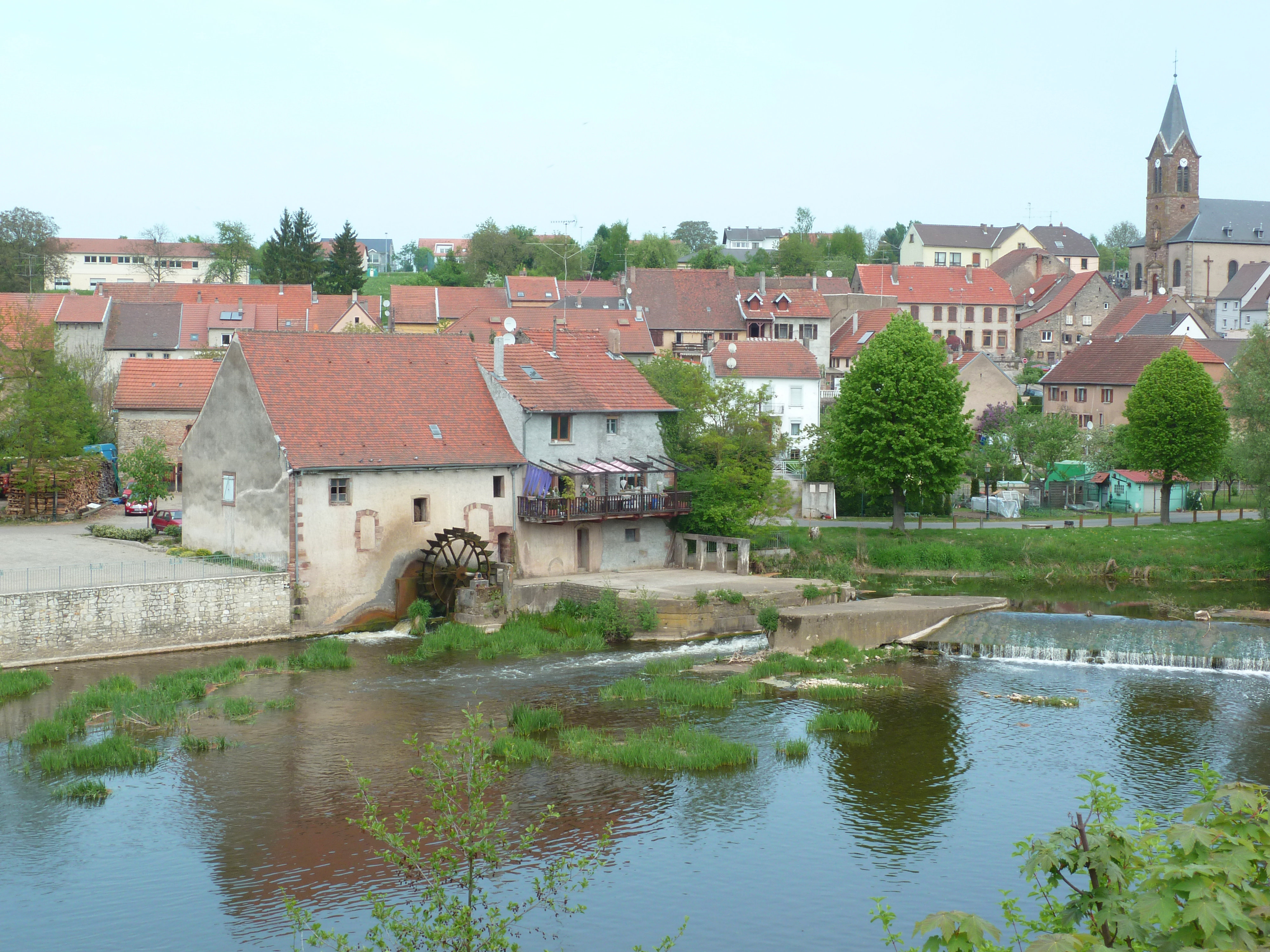
Moulin

### Lieux et monuments
- Église Saint-Cyriaque, bâtie en 1824 de style grange. L'église a fêté son bicentenaire en 2014.
- Chapelle chemin Kappelweg.
- Vestiges gallo-romains de Heidenkopf (Häädekopp en francique) : villa, ensemble thermal, canalisation, tessons de céramique. Le site a été inscrit monument historique par arrêté du 14 octobre 2002[23].
- Le moulin de Sarreinsming.
- Le Rebberg, colline où l'on cultiva pendant des siècles  un vignoble fameux.

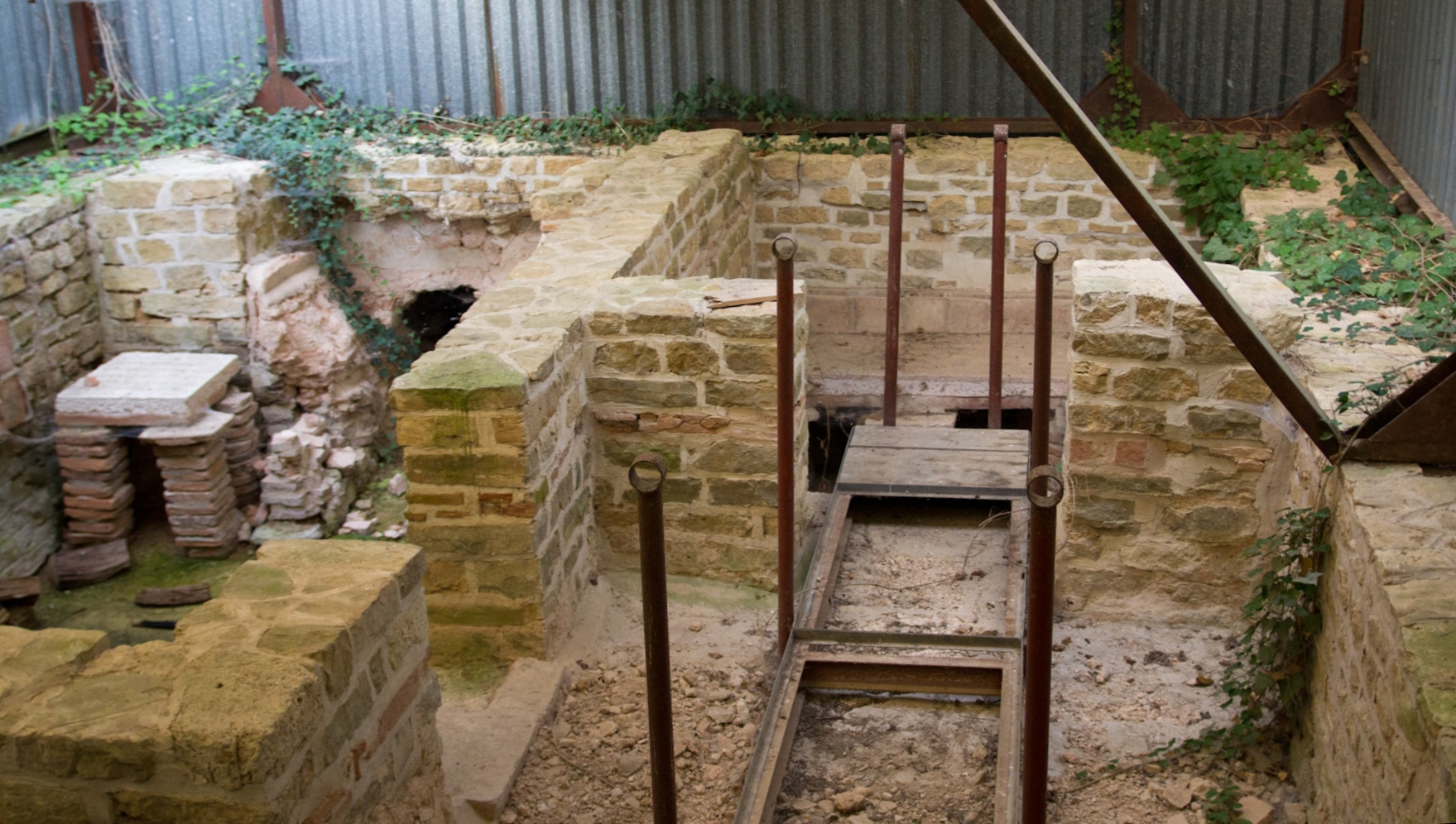
Le site gallo-romain du Heidenkopf.
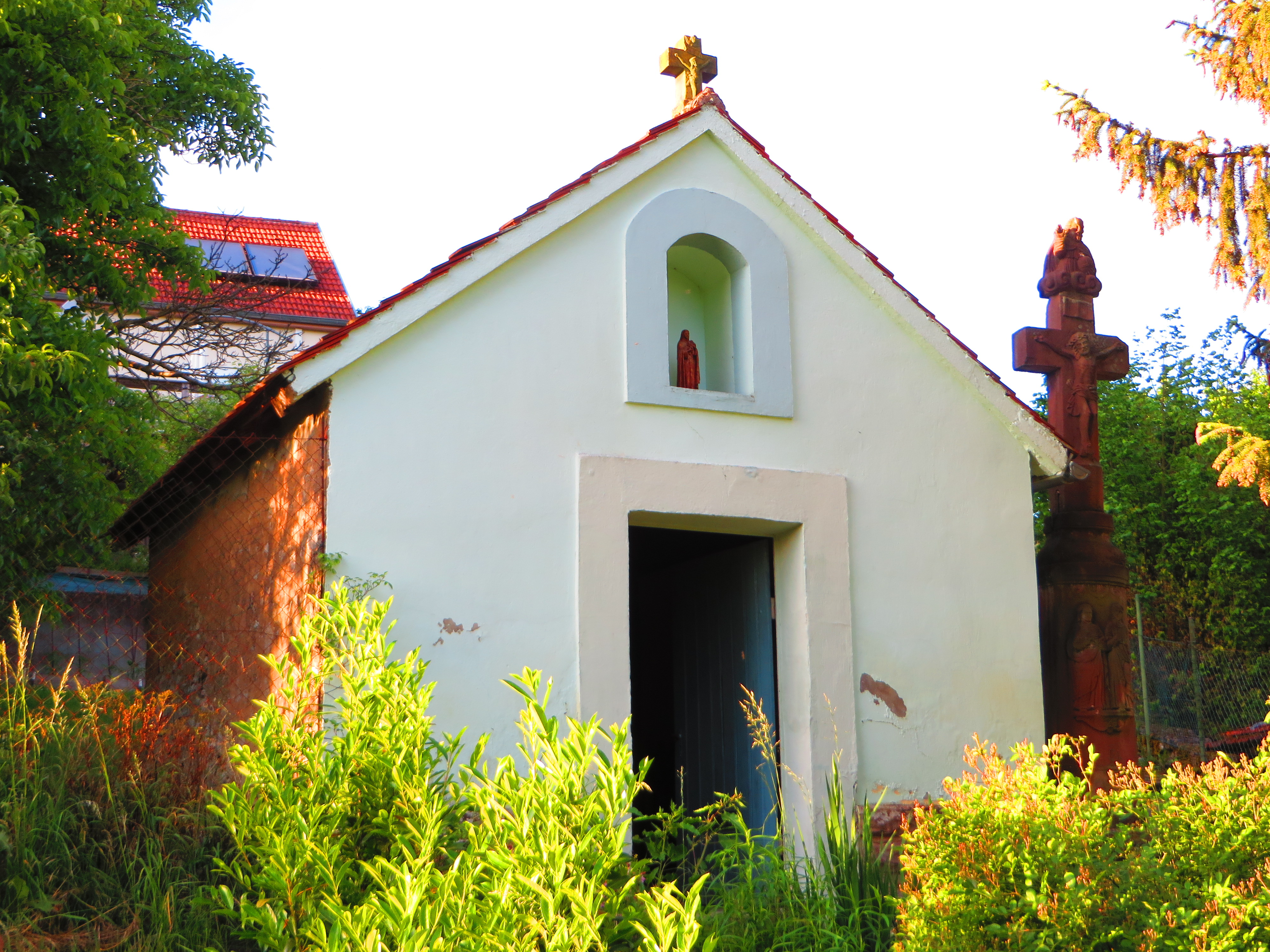
Chapelle

### Personnalités liées à la commune
- Dominique de Weidesheim, député de la Moselle et maire de Sarreguemines.
- Jules Gross, sosie officiel d’Astérix le Gaulois, est originaire de la municipalité.

### Héraldique
| Blason de Sarreinsming | Coupé d'argent au lion léopardé de gueules et de sable au massacre d'or surmonté d'une étoile à six rais de gueules. Armes des anciens seigneurs : les Studigel en chef, et les Gentersberg en pointe. |

## Pour approfondir